# Damaeidae
Damaeidae (лат.) — семейство клещей, единственное в составе надсемейства Damaeoidea Berlese, 1896 из подотряда панцирных (Oribatida, Brachypylina). Около 290 видов.
Ранее для представителей семейства также использовались такие названия как Belbidae (1931), Belbodamaeidae (1967) или Hungarobelbidae (1996), рассматриваемые в качестве отдельных близких таксонов.

## Распространение
Встречаются, главным образом, в Голарктике: Евразия и Северная Америка. Отдельные виды встречаются и в Южном полушарии: Новая Зеландия и Южная Америка.

## Описание
Длина тела около 1 мм. Широкие, темноокрашенные с выпуклой дорсальной поверхностью. Церотегумент часто плотный и заметный, покрывает тело и щетинки. Продорсальные ламели и костулы отсутствуют. Туториум отсутствует. Имеется хорошо развитый парастигматический энантиофиз. Дорсофрагмата и плеврофрагмата отсутствует. Субкапитулум диартрический; пальпальный эвпатидиумный acm раздельный от соленидиона. Щечная выемка отсутствует. Нотогастр с 11 парами щетинок, из которых 9 пар в продольном ряду. Генитальных щетинок 6 пар. Ноги монилиформные; щетинка А присутствует или отсутствует на голенях и коленях, когда выражен соответствующий соленидион. Лапка II с 2 соленидиями.
Некоторые виды водятся в тропиках, но Damaeidae наиболее разнообразны в регионах с умеренным и бореальным климатом Голарктики. Ни один вид не найден в Австралии. Damaeidae известны как из балтийского, так и из Сицилийского янтарей. Большинство Damaeidae это обитатели гумуса и подстилки, но
некоторые виды древесные. Частички мусора, размещаемые на нотогастере может иметь некоторое значение защитного камуфляжа. Все известные Damaeidae зафиксированы микофагами, просматривающими грибки, водоросли и бактериальные пленки. Три вида Damaeus (Belba) выращивались на коре с водорослями Pleurococcus, Belba corynopus (Hermann) поедает Penicillium, а Damaeus clavipes (Hermann) питается
водорослями Protococcus и плесенью в контейнерах для выращивания. Представителям вида D. clavipes требуется 84 дня, чтобы пройти все стадии развития от вылупления яйца до взрослой.

## Систематика
27 родов и 290 видов. Родство Damaeoidea с другими Brachypylina неясно..
- Acanthobelba  Enami & Aoki, 1993
- Adamaeus  Norton, 1978
- Akansilvanus Fujikawa, 1993
- Acanthobelba  Enami & Aoki, 1993
- Allobelba  Kunst, 1961
- Belba  Heyden, 1826
- Belbites Pampaloni, 1902 †
- Belbodamaeus  Bulanova-Zachvatkina, 1967
- Caenobelba  Norton, 1980
- Costeremus  Aoki, 1970
- Damaeobelba  Sellnick, 1928
- Damaeus  Koch, 1835
- Dameobelba  Sellnick, 1928
- Dasybelba  Woolley & Higgins, 1979 (taxon inquirendum)
- Dyobelba  Norton, 1979
- Epidamaeus  Bulanova-Zakhvatkina, 1957
- Hungarobelba  Balogh, 1943
- Kunstidamaeus  Miko, 2006[11][12]
- Lanibelba  Norton, 1980
- Metabelba  Grandjean, 1936[13]
- Metabelbella  Bulanova-Zachvatkina, 1957
- Mirobelba  Pérez-Iñigo & Pena, 1994
- Neobelba  Bulanova-Zachvatkina, 1967
- Nododamaeus  Hammer, 1977 †
- Nortonbelba  Bernini, 1980
- Parabelbella  Bulanova-Zachvatkina, 1967 †
- Parabelbella  Bulanova-Zachvatkina, 1967 †
- Paradamaeus  Bulanova-Zakhvatkina, 1957
- Porobelba  Grandjean, 1936
- Protobelba  Norton, 1979
- Quatrobelba  Norton, 1980
- Spatiodamaeus  Bulanova-Zachvatkina, 1957
- Spinibdella  Thor, 1930
- Subbelba  Bulanova-Zachvatkina, 1967
- Tamdamaeus  Miko & Ermilov, 2017[14]
- Tamdamaeus Aoki[15]
- Weigmannia  Miko & Norton, 2010